# Mesomphalia
Mesomphalia is een geslacht van kevers uit de familie bladkevers (Chrysomelidae).
De wetenschappelijke naam van het geslacht werd in 1839 gepubliceerd door Hope. De typesoort van het geslacht is Cassida gibbosa Fabricius, 1781.

## Soorten
- Mesomphalia gibbosa (Fabricius, 1781)[2]
- Mesomphalia sublaevis Boheman, 1850[4]
- Mesomphalia spaethi Simões & Monné, 2014[5]
- Mesomphalia turrita (Illiger, 1801)[6]
- Mesomphalia subnitens Spaeth, 1917[7]
- Mesomphalia sexmaculosa Boheman, 1856[8]
- Mesomphalia tumidula Boheman, 1850[4]
- Mesomphalia variolaris Boheman, 1850[4]
- Mesomphalia denudata Boheman, 1850[4]
- Mesomphalia retipennis Boheman, 1850[4]
- Mesomphalia latipennis Boheman, 1856[8]
- Mesomphalia nudoplagiata Spaeth, 1901[9]
- Mesomphalia albofasciculata Boheman, 1856[8]
- Mesomphalia ampliata Boheman, 1850[4]

### Synoniemen
- Mesomphalia scrobiculata Boheman, 1850[4] =[5] Stolas scrobiculata (Boheman, 1850)
- Mesomphalia pyramidata Boheman, 1850[4] =[5] Cyrtonota pyramidata (Boheman, 1850)
- Mesomphalia sexmaculata Boheman, 1850[4] =[5] Mesomphalia turrita (Illiger, 1801)